# سيد يوسف (مشرحات)
سيد يوسف (بالفارسية: سیدیوسف) هي قرية تقع في إيران في قسم مشرحات الريفي. يقدر عدد سكانها بـ 72 نسمة بحسب إحصاء 2016.